# Neil Marshall

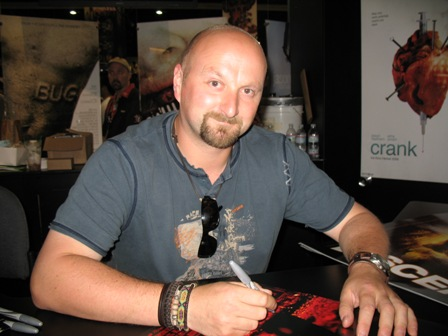
Neil Marshall (2006)

Neil Marshall (* 25. Mai 1970 in Newcastle upon Tyne) ist ein britischer Filmregisseur und Drehbuchautor.

## Leben und Karriere
Bereits als Jugendlicher drehte Marshall auf Super 8 seine ersten Filme. Nach dem Abschluss der Filmschule in Newcastle arbeitete er zuerst als Filmeditor.
Mit Dog Soldiers legte Marshall 2002 sein Debüt vor. Der mit wenig Geld produzierte Werwolf-Film lief in England recht erfolgreich im Kino, wanderte jedoch in anderen Ländern meist direkt in die Videoauswertung. 2005 gelang Marshall mit dem Horrorfilm The Descent der internationale Durchbruch. Seit 2005 gehört er neben Alexandre Aja, Darren Lynn Bousman, Greg McLean, Eli Roth, Robert Rodriguez, James Wan, Leigh Whannell und Rob Zombie zum Splat Pack, eine Gruppe, die von Alan Jones von Total Film wegen ihrer Brutalität und extremen Härte so tituliert wurde. Marshall gewann für The Descent den British Independent Film Award als „Best Director of a British Independent Film“ und gewann zudem den Saturn Award für den besten Horrorfilm.
Nach diesem Erfolg drehte Marshall den dystopischen Science-Fiction-Actionthriller Doomsday (2008) und den historischen Actionfilm Centurion (2010). 2011 führte er Regie bei der 9. Episode der zweiten Staffel der HBO-Serie Game of Thrones. Er wird mit der Regie beim US-Remake des norwegischen Found-Footage Dokumentar-Horrorfilm Trollhunter in Verbindung gebracht.
Anfang 2017 drehte Marshall die Netflix-Serie Lost in Space – Verschollen zwischen fremden Welten, ein Remake der gleichnamigen US-Serie aus den 1960er Jahren über die Familie Robinson, die bei einer Mission im All auf Umwege gerät. In der Serie spielen Molly Parker, Parker Posey, Toby Stephens, Adam Greydon Reid, Ian Belcher und Vanessa Eichholz mit.
Sein Film The Reckoning feiert am 20. August 2020 Weltpremiere auf dem Fantasia International Film Festival in Montréal und läuft knapp drei Wochen später auf dem Fantasy Filmfest.

## Filmografie (Auswahl)
- 1999: Combat (Kurzfilm)
- 2002: Dog Soldiers
- 2005: The Descent – Abgrund des Grauens (The Descent)
- 2008: Doomsday – Tag der Rache (Doomsday)
- 2010: Centurion
- 2012, 2014: Game of Thrones (Fernsehserie, 2 Episoden)
- 2014: Black Sails (Fernsehserie, 2 Episoden)
- 2015: Hannibal (Fernsehserie, Episode 3x08)
- 2016: Westworld (Fernsehserie, Episode 1x03)
- 2016: Timeless (Fernsehserie, Episoden 1x01–1x02)
- 2018: Lost in Space – Verschollen zwischen fremden Welten (Lost in Space, Fernsehserie, Episoden 1x01–1x02)
- 2019: Hellboy – Call of Darkness (Hellboy)
- 2020: The Reckoning
- 2022: The Lair
- 2024: Compulsion
- 2024: Scarlett – Diamond of Revenge (Duchess)